# Cirolana avida
Cirolana avida là một loài chân đều trong họ Cirolanidae. Loài này được Nunomura miêu tả khoa học năm 1988.